# آلبرتو مارکیوری
آلبرتو مارکیوری (انگلیسی: Alberto Marchiori؛ زادهٔ ۱۱ مهٔ ۱۹۹۳) بازیکن فوتبال اهل ایتالیا است.
از باشگاه‌هایی که در آن بازی کرده‌است می‌توان به باشگاه فوتبال جنوآ و باشگاه فوتبال ویچنزا اشاره کرد.